# Krn (Kobarid)
Krn (Duits: Krennberg) is een plaats in Slovenië en maakt deel uit van de gemeente Kobarid in de NUTS-3-regio Goriška. De plaats telde 29 inwoners op 1 januari 2020.
In de omgeving ligt de berg Krn met 2244 meter hoogte.